# Shaquille Pinas
Shaquille Pinas, né le 19 mars 1998 à Rotterdam aux Pays-Bas, est un footballeur international surinamien qui évolue au poste de défenseur central à l'Hammarby IF.

## Biographie

### FC Dordrecht
Passé notamment par le Feyenoord Rotterdam ou l'ADO La Haye, Shaquille Pinas rejoint en 2011 le FC Dordrecht, où il passe une grande partie de sa formation. Il signe son premier contrat professionnel à 18 ans le 19 janvier 2017. Le club évolue en deuxième division néerlandaise lorsque Pinas fait ses débuts en professionnel, le 20 janvier 2017 contre l'équipe réserve du FC Utrecht. Il est titulaire ce jour-là et son équipe s'impose sur le score de trois buts à zéro. Pinas est utilisé au poste d'arrière gauche à ses débuts.

### ADO La Haye
En juillet 2017 Shaquille Pinas rejoint l'ADO La Haye, club où il avait déjà joué en jeunes de 2007 à 2010. Dans un premier temps il est intégré à l'équipe réserve du club. Il fait sa première apparition avec l'équipe première le 16 décembre 2017, face au PSV Eindhoven découvrant ainsi l'Eredivisie, l'élite du football néerlandais. Il entre en jeu ce jour-là et son équipe s'incline par trois buts à zéro. Il est repositionné défenseur central par l'entraîneur de l'ADO La Haye, Alfons Groenendijk. Le 13 juin 2018, Pinas prolonge son contrat jusqu'en 2021 avec l'ADO La Haye.
C'est lors de la saison 2018-2019 qu'il s'impose dans l'équipe première, et devient un titulaire indiscutable en 2019-2020. Pinas inscrit son premier but en professionnel cette saison-là le 31 août 2019, en donnant la victoire à son équipe face au VVV Venlo (1-0).

### Ludogorets Razgrad
Le 29 juin 2021, Shaquille Pinas s'engage en faveur du Ludogorets Razgrad.

### Hammarby IF
Le 11 juillet 2022, Shaquille Pinas rejoint la Suède afin de s'engager en faveur de l'Hammarby IF. Il signe un contrat courant jusqu'en décembre 2025.
Pinas marque son premier but pour Hammarby le 5 mars 2023, à l'occasion d'une rencontre de coupe de Suède face au GIF Sundsvall. Titulaire, il contribue à la victoire de son équipe par huit buts à zéro.